# Cisarua (plaats)
Cisarua is een plaats in regentschap Bogor in de provincie West-Java, Indonesië. Het dorp telt 8936 inwoners (volkstelling 2010).
Het dorp ligt aan de Puncakpas. Hier bevindt zich ook de dierentuin Taman Safari.